# Vindelfjällen
Vindelfjällen er et bjergområde i Sorsele og Storumans kommuner i Lappland, mellem Vindelälvens og Umeälvens dale. En stor del af området omfattes af Vindelfjällens naturreservat, som med et areal på 550.000 hektar er Sveriges største naturreservat.
Området kan inddeles i et antal mindre samt tre større mere eller mindre sammenhængende bjergmassiver: Artfjället (lulesamiska Aartege) vest for Umeälven, Norra Storfjället øst for samme elv samt Ammarfjället (Skeäbllie) vest for Vindelälven. Alle disse tre massiver ligger i naturreservatet. Norra Storfjället gennemkrydses af vandreruten Kungsleden mellem Ammarnäs og Hemavan samt et antal mindre sommer- og vinterruter, men i de to øvrige massiver er der ingen markerede ruter.

## Eksterne kilder og henvisninger
- Wikimedia Commons har flere filer relateret til Vindelfjällen
- Vindelfjällens naturreservat (officielt websted)

65°55′N 15°19′Ø / 65.917°N 15.317°Ø